# ポール・ボノー
ポール・ボノー（Paul Bonneau, 1918年9月14日 - 1995年5月）は、フランスの作曲家。
セーヌ＝エ＝マルヌ県モレ・シュル・ロワン出身。パリ音楽院に入学し、和声をジャン・ギャロンに、フーガをノエル・ギャロンに、作曲をアンリ・ビュッセルに師事した。
1939年に陸軍に入り、1945年に軍楽隊長に就任した。しかしラジオ・フランスの軽音楽部門の指揮者の仕事に専念するため退役した。ラジオ・フランスでは1944年から30年間で638曲を指揮した。また1959年に「レ・ジーン・シンガーズ」という合唱団を創設し、指導にあたった。
作品には『サクソフォーン協奏曲』『ニューヨークのフランス人』などの管弦楽曲のほか、11のバレエ音楽、51の映画音楽などがある。